# San José de la Peña
San José de la Peña är en ort i Mexiko.   Den ligger i kommunen Acámbaro och delstaten Guanajuato, i den södra delen av landet, 180 km väster om huvudstaden Mexico City. San José de la Peña ligger 2 043 meter över havet och antalet invånare är 131.
Terrängen runt San José de la Peña är kuperad åt sydost, men åt nordväst är den platt. Runt San José de la Peña är det ganska tätbefolkat, med 111 invånare per kvadratkilometer. Närmaste större samhälle är Acámbaro, 6,8 km norr om San José de la Peña. I omgivningarna runt San José de la Peña växer huvudsakligen savannskog.